# 피에르 브라이스

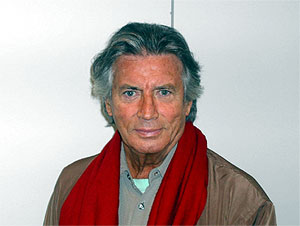

피에르 브라이스(Pierre Louis Le Bris, 1929년 2월 6일 ~ 2015년 6월 6일)는 프랑스의 가수, 작가, 연극 배우, 영화배우, 텔레비전 배우이다.
브레스트에서 태어났으며 파리에서 사망하였다. 사인은 폐렴이다.

## 영화
- 킬러 카니발 (1966년)
- 비엔나 스파이 추적 (1965년)
- 석상 여인들의 풍차 (1960년)
- 코사크 (1959년)
- 위험한 고빗길 (1958년)